# Kearny County
Kearny County is een county in de Amerikaanse staat Kansas.
De county heeft een landoppervlakte van 2.256 km² en telt 4.531 inwoners (volkstelling 2000).

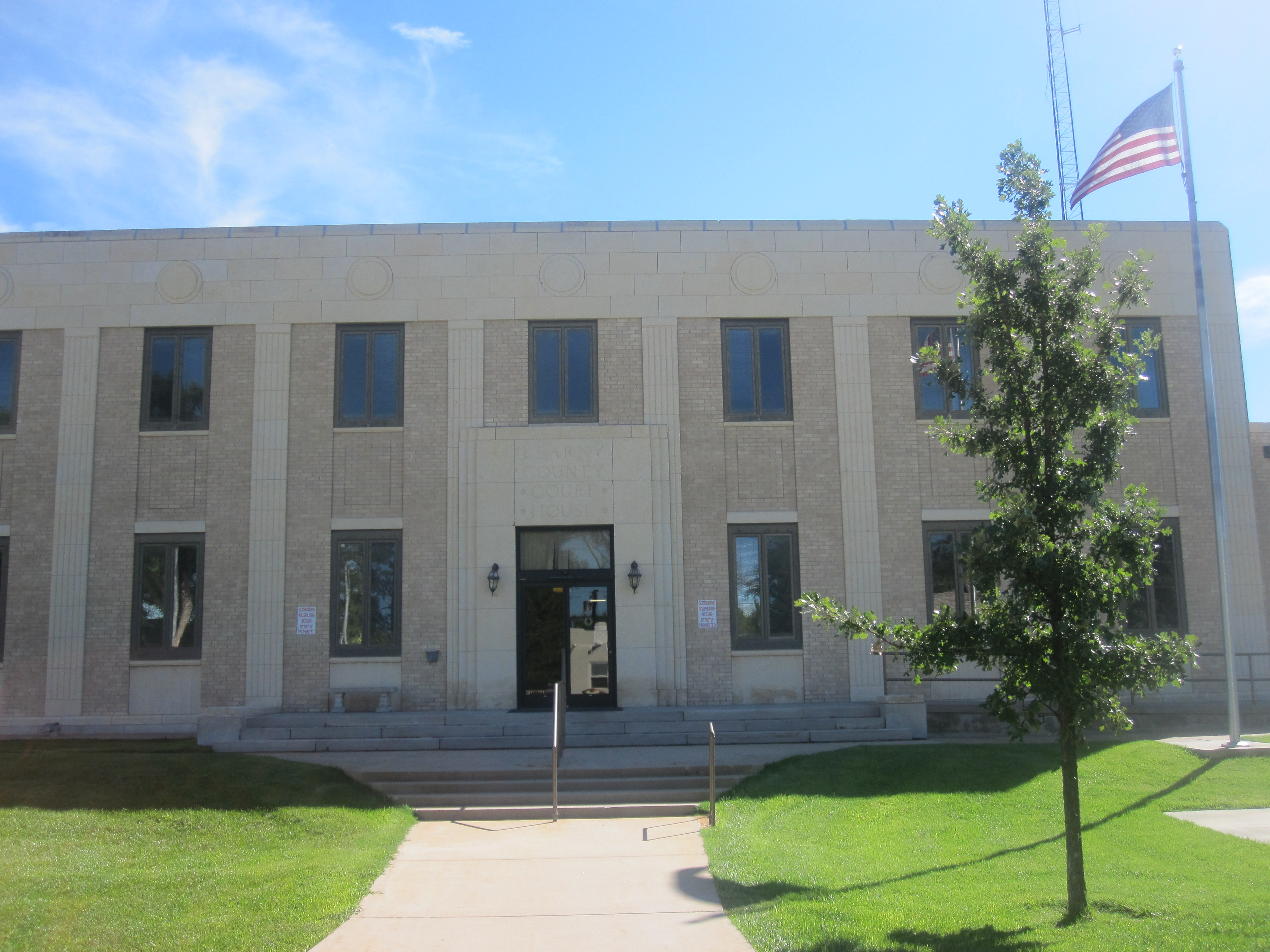
Kearny County Courthouse